# Double Feature
Die Filmvorführung eines Double Features war vor allem in den 1930er- und 1940er-Jahren eine weit verbreitete Strategie der Kinobetreiber, die durch das Blocksystem unfreiwillig erworbenen B-Filme zusammen mit attraktiven A-Filmen zu zeigen. Dabei konnten mit einer Kinokarte zwei Filme hintereinander geschaut werden.

## Hintergrund
In den späten 1920er-Jahren begannen die Kinobetreiber, zwei Filme zum Preis von einer Eintrittskarte zu zeigen, um den Umsatzrückgang der Zeit der Weltwirtschaftskrise auszugleichen. Zusammengestellt wurden diese Double Features oft aus einem A-Film mit hohen Produktionswerten und einem (oft kürzeren) B-Film aus dem Low-Budget-Bereich, es gab aber auch Double Features, die nur aus B-Filmen bestanden. Oft wurden auch beim Programmwechsel im Kino der alte auslaufende und der neue anlaufende Film als Double Feature zusammen gezeigt. Die Gesamtlänge beider Filme zusammen überschritt normalerweise nicht 180 Minuten.
Double Features waren vor allem in den 1930er- und 1940er-Jahren in den USA und in England verbreitet und resultierten aus der Firmenpolitik der Hollywood-Studios, durch die die Kinobesitzer gezwungen wurden, im Block mit den A-Filmen auch die B-Filme abzunehmen. Unter dem Einfluss der wachsenden Fernsehkonkurrenz und dem Ende des Studiosystems endete auch die oligopolistische Stellung der Studios bezüglich der Verleihpolitik. Die Praxis des Double Features wurde seltener – zumal die Lauflängen der Filme stiegen und diese somit für eine Doppelvorführung nicht mehr geeignet waren – und verschwand in den frühen 1950er-Jahren endgültig.
Heutzutage werden Double Features hauptsächlich als nostalgische Reminiszenz in Programmkinos aufgeführt und haben als roten Faden meist thematische oder inszenatorische Ähnlichkeiten. Als Hommage an die Grindhouse-Kinos konzipierten Robert Rodríguez und Quentin Tarantino ihr gleichnamiges Filmprojekt (Grindhouse) als Double Feature. Teilweise laufen heute auch Fortsetzungen zusammen mit ihren Vorgängern, zum Beispiel Iron Man und Iron Man 2. Dazu werden häufig Vorpremieren (mittwochs oder gelegentlich sonntags) vor dem eigentlichen Kinostart angeboten.